# غزالة أبو عبدون
قرية غزالة ابوعبدون هي إحدى القرى التابعة لمركز فاقوس في محافظة الشرقية في جمهورية مصر العربية. حسب إحصاءات سنة 2006، بلغ إجمالي السكان في غزالة ابوعبدون 7437 نسمة، منهم 3665 رجل و3772 امرأة.